# Just Be a Man About It
A Just Be a Man About It Toni Braxton amerikai énekesnő harmadik kislemeze harmadik, The Heat című albumáról. A videóklipje, melyet Billie Woodruff rendezett, DVD kislemezen jelent meg a Spanish Guitar videóklipjével együtt. A dalban és a klipben is Dr. Dre alakítja Braxton hűtlen partnerét.

## Számlista
DVD kislemez (USA)
1. Just Be a Man About It (videóklip)
2. Spanish Guitar (videóklip)

CD kislemez (Egyesült Királyság; promó)
1. Just Be a Man About It
2. Just Be a Man About It (Instrumental)
3. Just Be a Man About It (Call Out Hook)

## Helyezések
| Slágerlista (2000)                  | Legmagasabb helyezés |
| ----------------------------------- | -------------------- |
| USA Billboard Hot 100               | 32                   |
| USA Billboard Hot R&B/Hip-Hop Songs | 6                    |
| USA Billboard Hot Adult R&B Airplay | 1                    |
| Kanadai kislemezlista               | 35                   |